# Stéphanie de Virieu
Stéphanie de Virieu, nacida el 14 de julio de 1785 en Poudenas y fallecida el 9 de mayo de 1873 en la misma localidad, fue una escultora y pintora francesa.

## Vida y obras
Era la hija de François-Henri de Virieu, miembro de la nobleza de los Estados Generales de Francia de 1789 y coronel del regimiento Real de Limousin, que fue asesinado durante el asedio de Lyon en 1793 .
Fue alumna de David.
Dejó miles de obras: dibujos al carboncillo, pintura, escultura y abordó diversos temas, tales como retratos, paisajes, escenas de la vida cotidiana.
Entre los retratos destacamos los de Joseph de Maistre y Lamartine ( 1816 ), amigo, este último de su hermano de Aymon de Virieu.
Es autora de abundantes cartas escritas a lo largo de su vida con diferentes personajes de la época.